# Valcarlos
Valcarlos (Luzaide in basco) è un comune spagnolo di 427 abitanti situato nella comunità autonoma della Navarra.
Il nome Valcarlos è riconducibile a Carlo Magno, ed infatti, letteralmente significa "Valle di Carlo".

## Storia
Il 15 agosto del 778 Carlo Magno, si fermò a Valcarlos sulla via del ritorno dall'assedio di Saragozza, ed i Saraceni, cui si era unito un gruppo di Vasconi (o secondo molte fonti solamente questi ultimi; che erano gli "antenati" degli odierni Baschi), avevano preparato un'imboscata alla retroguardia del suo esercito nel bosco di Ibañeta, vicino Roncisvalle.
La battaglia  si concluse con la sconfitta dei Franchi e con la morte di tutti i soldati, compreso Rolando, nipote di Carlo Magno, che li capitanava.
Secondo la leggenda, Carlo era fermo con le sue truppe nella valle (ove sorge Valcarlos), e stava giocando a scacchi con un soldato, quando sentì il suono degli olifanti della retroguardia del suo esercito, che segnalavano il pericolo e chiedevano aiuto.
Gli avvenimenti della Battaglia di Roncisvalle sono raccontati nella Chanson de Roland, un poema cavalleresco (chanson de geste), considerato tra le opere più significative della letteratura medievale francese.

## Cammino di Santiago

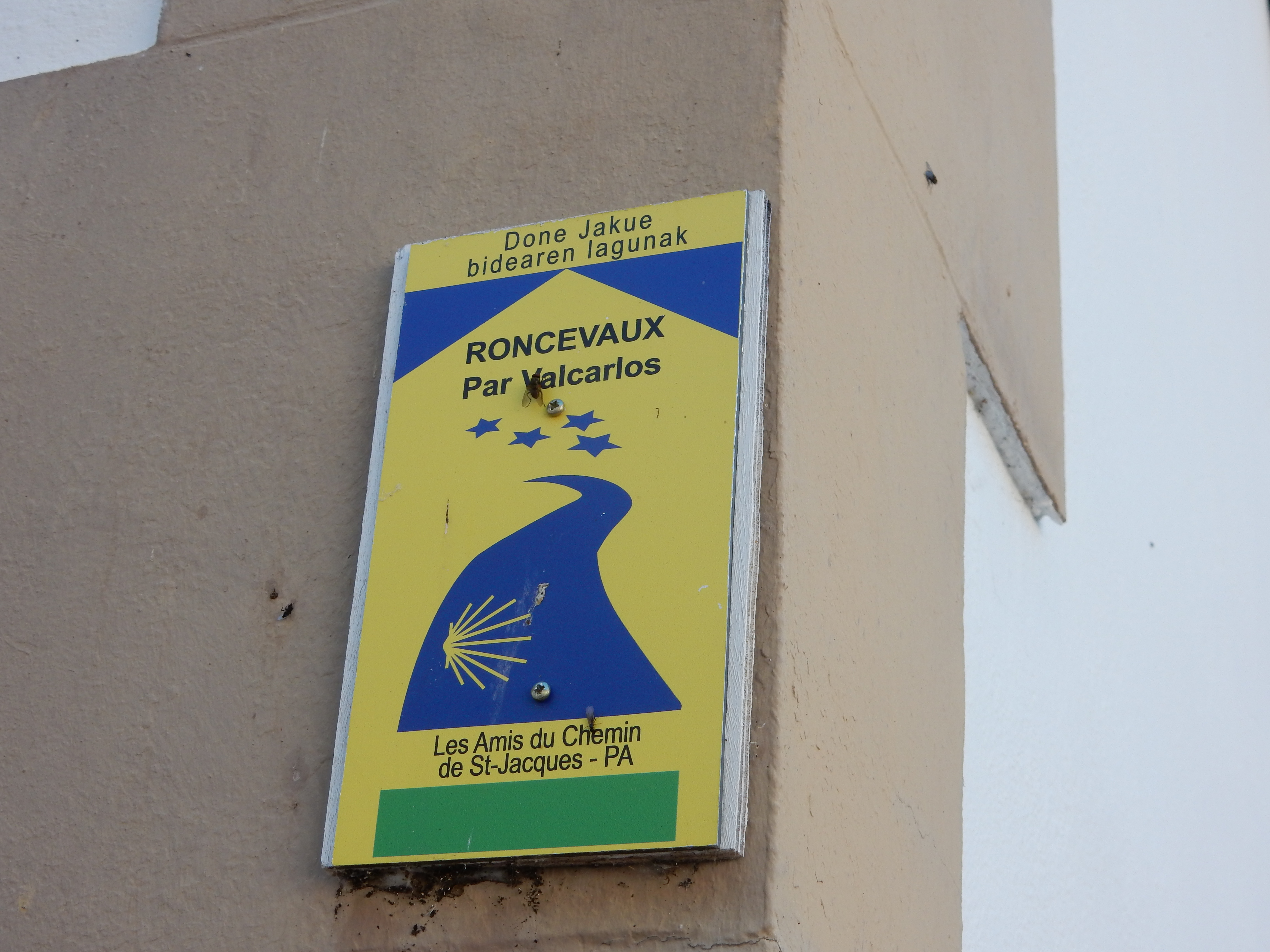
Segnale indicatore del Cammino verso Valcarlos

Valcarlos è attraversata dal Camino Francés, il percorso che i pellegrini che vogliono raggiungere Santiago di Compostela compiono attraverso il nord della Spagna per circa 800 km partendo da Saint Jean Pied de Port che si trova sul versante francese dei Pirenei. A breve distanza dal passo si trovava il monastero di San Salvador de Ibañeta, caduto in rovine nel XIX secolo.
È il primo centro in terra spagnola del cammino, e si trova su uno dei due percorsi che è possibile seguire durante il primo giorno di pellegrinaggio.
In particolare il centro abitato si trova sulla "via bassa" o "Ruta de Valcarlos" ("via del fondovalle"), meno impegnativa della "via alta" o "Ruta de los puertos de Cize" (percorso dei valichi di Cize, attraverso Orisson e Biakorri), per i pellegrini che devono raggiungere come prima meta Roncisvalle.